# Maya Fernández Allende

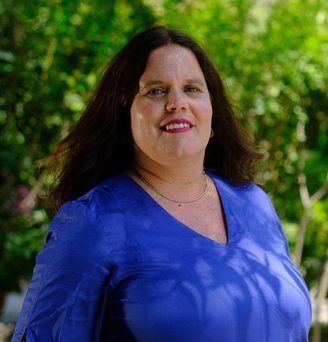
Maya Fernández (2022)

Maya Alejandra Fernández Allende (geb. 27. September 1971 in Santiago) ist eine chilenische Politikerin, Biologin und Veterinärmedizinerin. Von Gabriel Boric wurde sie 2022 in das Amt der Verteidigungsministerin berufen.

## Familie
Maya Fernández Allende ist die Tochter der Chirurgin Beatriz Allende Bussi und des Kubaners Luis Fernández Oña (Deckname des Geheimagenten Rodolfo Gallart Grau, der in Chile als Diplomat akkreditiert war). Sie ist die Enkelin des früheren Präsidenten Salvador Allende und Nichte der Politikerin Isabel Allende Bussi. Die Schriftstellerin Isabel Allende Llona ist eine Tante 3. Grades. Nach dem Putsch gegen Salvador Allende am 11. September 1973 ging ihre Familie ins Exil nach Kuba, wo Maya Fernández bis zu ihrem 21. Lebensjahr lebte.
Fernández ist verheiratet mit Tomás Monsalve Egaña und Mutter eines Sohnes und einer Tochter.

## Ausbildung und Beruf
Fernández kehrte 1992 gemeinsam mit ihrem drei Jahre jüngeren Bruder Alejandro von Kuba nach Chile zurück. An der Universität von Chile studierte sie zunächst Biologie und später auch Tiermedizin. 
Nach dem erfolgreichen Abschluss beider Studiengänge arbeitete sie in der Landwirtschafts- und Viehzuchtbehörde SAG (Servicio Agrícola Ganadero) und anschließend in der Direktion für internationale Wirtschaftsbeziehungen Direcon (Dirección de Relaciones Económicas Internacionales), wo sie mit gesundheitspolizeilichen und pflanzenschutzrechtlichen Fragen im Zusammenhang mit den von Chile unterzeichneten internationalen Verträgen und Handelsabkommen befasst war.

## Politische Laufbahn
Fernández trat 1992 der Sozialistischen Partei Chiles bei. Bei den Kommunalwahlen 2008 wurde sie zum Mitglied des Gemeinderats von Ñuñoa gewählt. Bei den Kommunalwahlen 2012 trat sie dort als Bürgermeisterkandidatin an, wobei ihr am Ende wenige Stimmen zum Wahlsieg fehlten. Dem Gemeinderat gehörte sie bis 2014 an.
Bei den Parlamentswahlen Ende 2013 wurde sie erstmals in die Abgeordnetenkammer (Cámara de Diputadas y Diputados) des Nationalkongresses gewählt. Dieser gehörte sie für zwei Legislaturperioden von 2014 bis 2022 an, von März 2018 bis März 2019 als deren Vorsitzende.
Im August 2021 kündigte sie an, sich nicht erneut um ein Abgeordnetenmandat zu bewerben. Parteiintern wird ihre Entscheidung auf die jahrelangen Auseinandersetzungen mit dem Parteivorsitzenden Álvaro Elizalde zurückgeführt, mit dem sie auch um den Parteivorsitz konkurrierte.
Anlässlich der Präsidentschaftswahlen im November 2021 unterstützte sie den Kandidaten Gabriel Boric der Parteienkoalition Apruebo Dignidad und nicht die Kandidatin Yasna Provoste der Parteienkoalition Nuevo Pacto Social, der ihre eigene Partei angehörte.
Nach seinem Wahlsieg ernannte Boric sie am 21. Januar 2022 zur Verteidigungsministerin in seinem Kabinett. Sie steht damit an der Spitze desselben Militärs, das 1973 für den Putsch und den Tod ihres Großvaters Salvador Allendes verantwortlich ist.